# 랴오셴샹
랴오셴샹(중국어 정체자: 廖先翔, 병음: Liào Xiānxiáng, 한자음: 요선상, 1988년 6월 12일 ~ )은 타이완의 정치인이다. 2024년 신베이시 제12선거구의 입법위원으로 당선된다.